# ديفيد واين
ديفيد واين (بالإنجليزية: David Wayne Carnell)‏ هو مغني أمريكي، ولد في 1958 في رينتون في الولايات المتحدة، وتوفي في 10 مايو 2005 في تاكوما في الولايات المتحدة.

## وصلات خارجية
- ديفيد واين على موقع ميوزك برينز (الإنجليزية)
- ديفيد واين على موقع ديسكوغز (الإنجليزية)